# Mompha purpuriella
Mompha purpuriella é uma espécie de mariposa do gênero Mompha pertencente à família Coleophoridae.